# Kavala
Kavala (în greacă: Καβάλα, scris și Kavála, Kavalla, Cavalla, și Cavalle), (populație 63,774), este un oraș în Grecia de nord, principalul port maritim din Macedonia estică și capitală a prefecturii Kavala. Este situat în Golful Kavala, vizavi de insula Thasos.
A fost fondat inițial de coloniștii din Paros în jurul secolului VI î.Hr., care l-au numit Neapolis ("noul oraș"). Minele de aur de pe colinele Pangaion l-au făcut prosper. A devenit un civitas roman în 168 î.Hr. și a fost o bază pentru Brutus și Cassius în 42 î.Hr., înainte de înfângerea lor în Bătălia de la Filippi. Apostolul Pavel a făcut un popas la Kavala în prima sa călătorie în Europa. În perioada bizantină orașul a fost redenumit Christoupolis.

## Personalități
- Muhammad Ali al Egiptului (1769-1849), pașă al Egiptului (de origine albaneză)

## Legături externe
- Neapoli, primul oraș european vizitat de Apostolul Pavel, 2 iulie 2012, Radu Alexandru, CrestinOrtodox.ro

1. ↑   https://it-ch.topographic-map.com/map-krf3t6/%CE%9A%CE%B1%CE%B2%CE%AC%CE%BB%CE%B1/?zoom=19&center=40.9376%2C24.40801&popup=40.9378%2C24.40804 Lipsește sau este vid: |title= (ajutor)